# Aase D. Madsen
Aase Dorthea Madsen (født 25. juli 1936, død 20. december 2017) var en dansk politiker som repræsenterede Dansk Folkeparti i Folketinget fra 1998 og frem til folketingsvalget i 2005. Hun gjorde sig særligt bemærket i en diskussion om biblioteker i Danmark, hvor hun kom til at lave en fejlagtig sammenregning af procenter.

## Biografi fra Folketingets hjemmeside
Madsen, Aase Dorthea, MF.
Dansk Folkeparti – Folketingsmedlem for Københavns Amtskreds fra 11. marts 1998.
Født 25. juli 1936 i København, datter af DSB-kontrollør Laurits Jensen og Martha Jensen.
Mellemskoleeksamen 1952. Statskontrolleret prøve i handelslære 1958 fra Købmandsskolen i København.
Brødrene Dahl A/S, regnskab 1953-56. Revisions- og Forvaltningsinstituttet, revision 1956-62. Wienberg-Hansen, prokurist 1962-64. Revisionsfirmaet H.C. Steen Hansen, revision (vikar) 1978-82.
Kommunalbestyrelsesmedlem Gentofte Kommune 1986-90. Taksationskommissionen, Københavns Amt, 1994-97. Repræsentantskabet for Kommunedata 1990-94 og for DONG fra 2001.
Medlem af DR's bestyrelse 1987-89 og 1991-95.
Partiets kandidat i Gladsaxekredsen 1997-2000 og i Hvidovrekredsen fra 2000.